# Cratere Neumann
Neumann  è un cratere sulla superficie di Mercurio.